# Да Коста, Роналдо
Роналдо да Коста (порт.-браз. Ronaldo da Costa; род. 7 июня 1970 года, Дескоберту, Бразилия) — бразильский легкоатлет, который специализировался в марафоне. На Олимпийских играх 1996 года бежал дистанцию 10 000 метров где в полуфинале занял 16-е место и не смог выйти в финал.
20 сентября 1998 года установил мировой рекорд в марафоне — 2:06.05.

## Достижения
- 3-е место на Панамериканских играх (10000 метров) — 29:07.68 (1995 год)
- 5-е место на Берлинском марафоне — 2:06:14 (2004 год)
- 1-е место на Берлинском марафоне — 2:06:44 (2004 год)
- 16-е место на Берлинском марафоне — 2:07:02 (2005 год)
- 17-е место на Токийском марафоне — 2:20:57 (2003 год)